# Морской, Гавриил Алексеевич
Гавриил (Генрих) Алексеевич Морской (настоящая фамилия Янчевецкий; 23 марта 1862 (в некоторых источниках 1864), Черниговская губерния, Российская империя — 26 декабря 1914, Петроград, Российская империя) — русский оперный и камерный певец (лирико-драматический тенор) и педагог. Обладал сильным голосом широкого диапазона (свободно брал верхнее до), однако в источниках отмечается, что не имел актёрского дарования. Жена — оперная и камерная певица Леонида Яниковская.

## Биография
Родился в семье священника. Пению обучался в 1882—1889 в Петербургской консерватории (педагоги: К. Эверарди, С. Габель, О. Палечек), по окончании которой выступал в оперных театрах разных городов России: Одессы (до 1892), Киева (1892—93, 1894—95), Харькова (1893—94), Ростова-на-Дону, Тифлиса, Москвы.
В 1895—1906 солист петербургского Мариинского театра, где исполнял ведущие партии, чередуясь с И. Ершовым и Н. Фигнером. В октябре 1903 года выступил в партии Германа («Пиковая дама») на сцене московского Большого театра.
С 1907 года вел педагогическую деятельность: был одним из организаторов Петроградской народной консерватории. Среди его учеников — Карл Отс.

## Творчество
Репертуар включал свыше 50 партий: Рустан, 1-й исполнитель («Урвази — утренняя звезда»); Тразея Пет, 1-й исполнитель («Сервилия»); Гара («Актея»), Григорий Отрепьев, 1-й исполнитель («Борис Годунов», редакция и инструментовка Н. Римского-Корсакова); Народный певец («Рафаэль»); Лыков, 1-й исполнитель («Царская невеста»); Берендей, 1-й исполнитель («Снегурочка»); Собинин («Жизнь за царя»); Финн («Руслан и Людмила» Н. А. Римского-Корсакова); Герман («Пиковая дама»), Альфред («Травиата»); Радамес («Аида»), Самсон («Самсон и Далила»); Рауль де Нанжи («Гугеноты»); Васко да Гама («Африканка» Мейербера); Князь («Русалка» А. Даргомыжского), Владимир Игоревич («Князь Игорь»); Синодал («Демон»); Садко («Садко»); Моцарт («Моцарт и Сальери»), Левко («Майская ночь»); Карл VII («Орлеанская дева»); Водемон («Иоланта»); Фауст («Фауст»), Герцог («Риголетто»); Рудольф («Богема»), Иоанн Лейденский («Пророк»); Вертер («Вертер»); Канио («Паяцы»); Гофман («Сказки Гофмана»); Лоэнгрин («Лоэнгрин»); Тангейзер («Тангейзер»).
Среди партнеров по спектаклям: М. Баттистини, Дж. Беллинчони, А. Больска, М. Корякин, Е. Мравина, М. Славина, Ф. Стравинский, И. Тартаков, Ф. Шаляпин, Л. Яковлев.
Камерный репертуар включал произведения таких композиторов как: К. Сен-Санс, Л. Бетховен, А. Миклашевский, Г. Берлиоз, Н. Римский-Корсаков (кантата «Свитезянка» — 1-й исполнитель, 14 ноября 1898, п/у В. Сафонова; кантата «Песнь о вещем Олеге» — 1-й исполнитель, 18 декабря 1899, п/у автора), А. Глазунова. В Петербурге устраивал концерты украинской музыки.
Автор романсов на слова Т. Шевченко, в том числе «У гаю, гаю вітру нема».
Записывался на грампластинки (7 произв.) в Петербурге («Граммофон», 1899, 1901, 1906, 1907; «Пате», 1903; «В. И. Ребиков», 1903; «Лирофон», 1905).